# Odontomyia ornata
Odontomyia ornata – gatunek muchówki z rodziny lwinkowatych i podrodziny Stratiomyinae.
Gatunek ten opisany został w 1822 roku przez Johanna Wilhelma Meigena jako Stratiomys ornata.
Muchówka o ciele długości od 12 do 14 mm. Dwa początkowe człony czułków są brunatnoczarne, a następne trzy brunatne z czerwonawymi plamkami na spodzie. Twarz jest lekko, klinowato ku przodowi wydłużona, czarna z białym owłosieniem. Tułów jest błyszcząco czarny, u samca z rudobiałym, a u samicy z żółtobiałym owłosieniem. Żółta tarczka ma czarną plamę przynasadową i czarne wierzchołki kolców. Przezroczyste skrzydła cechuje rozwidlona żyłka radialna r4+5. Przezmianki mają brunatne nóżki i białe główki. Odwłok samca jest od spodu żółty, a na wierzchu czarny z dwoma rzędami żółtych plam bocznych, z których te na tergitach od drugiego do czwartego są jednakowej wielkości. Odwłok samicy jest od spodu pomarańczowy z brunatnymi plamkami, a na wierzchu czarny z dwoma rzędami pomarańczowych plam bocznych, z których te na tergitach od drugiego do czwartego są jednakowej wielkości.
Owad palearktyczny, znany z prawie całej Europy, w tym Polski. Na wschód sięga po zachodnią Syberię i Turkmenistan. Imagines są aktywne od maja do sierpnia.